# Deportivo Santaní
A Club Deportivo Santaní egy paraguayi labdarúgóklub, melynek székhelye San Estanislaóban található. A klubot 2009-ben alapították. Jelenleg az első osztályban szerepel.
Hazai mérkőzéseit az Estadio Juan José Vázquezban játssza, amely létesítmény 8 000 fő befogadására alkalmas. A klub hivatalos színei: fekete-fehér.